# Medaille voor Moed en Zelfopoffering
De Medaille voor Moed en Zelfopoffering van de Huisorde van Oranje werd in 1910 in een Hofbesluit door Koningin Wilhelmina ingesteld. De onderscheiding maakte deel uit van de ingewikkelde regeling van de in 1905 ingestelde Huisorde van Oranje die 17 graden en versierselen kende. Voor zover bekend is de medaille nooit uitgereikt. Er zijn wel degelijk medailles geslagen want in het Museum van de Kanselarij van de Nederlandse Ridderorden in Apeldoorn wordt een medaille, zoals bedoeld was voor burgers, tentoongesteld.
De medaille werd dus wel geslagen maar nooit verleend. Volgens het statuut zouden militairen de ovale medaille aan een 55 millimeter breed oranje lint onder de kraag van het uniform om de hals dragen. Deze draagwijze komt overeen met die van het Pruisische IJzeren Kruis. De Huisorde was immers het geesteskind van Wilhelmina en haar in Duitsland geboren echtgenoot, Hendrik van Mecklenburg-Schwerin en de Orde vertoont in indeling en uitvoering van de versierselen veel Duitse invloeden. Burgers zouden de medaille aan een 37 millimeter breed lint op de linkerborst dragen.
Er waren al eerder particuliere medailles ingesteld door de Nederlandse koningen, en ook door Koningin-Moeder Emma. Zo waren er de Reddingsmedaille van Koning Willem III en Emma's eigen Medaille van H.M. Koning-Moeder Emma voor redding van Schipbreukelingen.
Koningin Juliana heeft de Huisorde op op 30 november 1969 hervormd. De Medaille voor Moed en Zelfopoffering kwam daarbij te vervallen. 

## De medaille
Het versiersel is een ovale zilveren medaille. Ze toont aan de voorzijde een geëmailleerde voorstelling van het rode ordeversiersel binnen het omschrift "VOOR MOED EN ZELFOPOFFERING".
Op de keerzijde staat het motto van het Huis Oranje-Nassau "JE MAINTIENDRAI".
De onderscheiding had, zo was beoogd, zeer exclusief zullen zijn. De versierselen zijn dan ook zeer verfijnd en kostbaar uitgevoerd.